# 10771 Ору-Прету
10771 Ору-Прету (10771 Ouro Prêto) — астероїд головного поясу, відкритий 15 листопада 1990 року.
Тіссеранів параметр щодо Юпітера — 3,181.